# Calyptogena magnifica
Espèce
Calyptogena magnifica est une espèce de palourde que l'on rencontre au niveau des monts hydrothermaux à des profondeurs abyssales dans l'océan Pacifique.

## Description
On connait mal la systématique de la famille des Vesicomyidae, du fait du faible nombre de spécimens récoltés. La morphologie de Calyptogena magnifica rappelle celle de Calyptogena elongata, que l'on trouve dans une aire de répartition plus au nord. C elongata à partir de trois spécimens et on ne connaît pas les dimensions des adultes.
Les deux valves de Calyptogena magnifica sont ovales ou ont la forme d'un rein, et sont environ deux fois plus longues que hautes. La coquille est épaisse, blanche à l'extérieur et d'apparence crayeuse. Le periostracum est brun jaunâtre, ridé et lâche. Le plus grand spécimen collecté mesurait 263 mm. Le manteau est rose violacé. Les deux siphons distincts sont courts et ne s'étendent pas en dehors des valves.